# Sabia Dreptății
Sabia Dreptății a fost o organizație antisovietică din Bălți, Republica Sovietică Socialistă Moldovenească  . Organizația a fost inițiată de către Ion Moraru și Vasile Țurcanu, la care a aderat și Petru Lungu, ultimii doi fiind studenți la Școala Pedagogică din Bălți în 1947 (?) (constituit pe baza fostului Liceu Ion Creangă). Acest grup antisovietic de rezistență armată a activat în Bălți și în localitățile de origine a membrilor: Mândâc, Slănina, Drochia, Șuri, Chetrosu și gara Drochia în timpul epocii staliniste. Inițial membrii grupului se considerau un detașament de luptă, numit „Sabia Dreptății” (a lui Ștefan cel Mare), în cadrul Mișcării de rezistență Arcașii lui Ștefan cel Mare. Una din multiplele forme de activitate zilnică ale grupului era scrierea de scrisori sfidătoare în instanțe. Cele mai caustice au fost expediat pe adresa Uniunii Scriitorilor, întrucât cele mai multe minciuni porneau de acolo, și pe adresa lui Stalin, considerat de către fruntașii organizației „căpetenia demonilor”. Toate scrisorile au fost semnate cu „Sabia Dreptății” . Organizația a fost descoperită de către NKVD în 1950. 
Arestările membrilor organizației antisovietice „Sabia Dreptății” au început în luna mai 1950. Ion Moraru a fost arestat în satul natal, iar Vasile Țurcanu în timpul examenului de „limbă moldovenească” de la Școala pedagogică din Bălți . La 24 noiembrie 1950, conform sentinței Judecătoriei Supreme a RSSM, au fost condamnați pentru activitate antisovietică 10 membriși susținători ai organizației clandestine „Sabia Dreptății” : 
1. Eugen Guțu, născut în 1912, s. Drochia, raionul Târnova. În anii războiului, a fost ostaș în Armata Română. Acuzat de „complicitate cu ocupanții germano-români”și de activitate antisovietică. Condamnat la 25 ani de detenție în lagăre de muncă silnică cu suspendarea drepturilor civice pe un termen de cinci ani și conﬁscarea averii.
2. Mihail Gheorghelaș, născut în 1915, s. Drochia, raionul Târnova. Acuzat de „complicitate cu ocupanții germano-români” și de activitate antisovietică. Condamnat la 25 ani de detenție în lagăre de muncă silnică cu suspendarea drepturilor civice pe un termen de cinci ani și confiscarea averii.
3. Pavel Istrati, născut în 1894, s. Mândâc, raionul Târnova. Acuzat de antisovietism și colaborare cu „ocupanții germano-români”. I s-a incriminat că în anul 1941 a organizat, împreună cu alți „culaci” din s. Mândâc, o primire solemnă „ocupanților români”, în special șefului postului de jandarmi, iar apoi, în anul 1942, „luând cuvântul la o adunare organizată de autoritățile de ocupație, a chemat populația să acorde ajutor armatelor de ocupație în lupta împotriva Armatei Sovietice și a rostit calomnii despre Uniunea Sovietică”. Condamnat la 25 ani de detenție în lagăre de muncă silnică cu suspendarea drepturilor civice pe un termen de cinci ani și cofiscarea averii.
4. Vasile Oleinic, născut în 1904, s. Slănina, raionul Târnova. Condamnat la 10 ani privațiune de libertate cu suspendarea drepturilor civice pe un termen de cinci ani.
5. Alexandru Bobeică, născut în 1922, s. Drochia, raionul Târnova. În anii războiului, ostaș în Armata Română. Fotograf în sat. Condamnat la 10 ani privațiune de libertate cu suspendarea drepturilor civice pe un termen de cinci ani.
6. Ion Moraru, născut în 1929, s. Mândâc, raionul Târnova. Învățător la școala primară din s. Șuri. Condamnat la 10 ani privațiune de libertate cu suspendarea drepturilor civice pe un termen de cinci ani.
7. Petru Lungu, născut în 1930, s. Cotiujeni, raionul Lipcani, elev al Școlii Pedagogice din Bălți. Condamnat la 10 ani privațiune de libertate cu suspendarea drepturilor civice pe un termen de cinci ani.
8. Vasile Țurcanu, născut în 1932, s. Drochia, raionul Târnova, elev al Școlii Pedagogice din Bălți. Condamnat la 10 ani privațiune de libertate cu suspendarea drepturilor civice pe un termen de cinci ani.
9. Chiril Morărescu, născut în 1916, s. Șuri, raionul Drochia. Paznic la judecătoria populară din raionul Drochia. Condamnat la 10 ani privațiune de libertate cu suspendarea drepturilor civice pe un termen de cinci ani.
10. David Leahu, născut în 1915, s. Drochia, raionul Târnova. Croitor particular. Condamnat la 10 ani privațiune de libertate cu suspendarea drepturilor civice pe un termen de cinci ani.

În conformitate cu art. 33 al Codului penal al URSS, ultimii 5 au fost declarați „deosebit de periculoși social” și după ispășirea pedepsei trebuiau săﬁ e exilați pe un termen de 10 ani în regiuni îndepărtate ale URSS. 
La 23 august 2010 președintele interimar al Republicii Moldova, Mihai Ghimpu, a semnat decretul privind conferirea „Ordinului Republicii” unui grup de luptători împotriva regimului totalitar-comunist de ocupație, Inclusiv membrilor organizației „Sabia Dreptății”: Ion Moraru, Eugen Guțu (post-mortem), Gheorghelaș Mihail (post-mortem) și Istrati Pavel (post-mortem) .